# 紫炎龍
『紫炎龍』（しえんりゅう）は、1997年に童が発売したアーケード用の縦画面・縦スクロールのシューティングゲーム。2人同時プレイ可能。全8面の2周エンド。

## 概要
8方向レバー、ショット、ボムボタンの1レバー2ボタンで、自機であるバーンドラグーンを操作する。1P側は赤、2P側は青い機体。
1人プレイの場合、ステージ道中でミスをした場合、一定の場所まで戻されるが、最終ボス以外のボス戦ではその場復活となる（コンティニューの場合も同じ）。2人プレイの場合、同時にミス、およびゲームオーバーにならない限りは、その場で復活、コンティニューできる。
アイテムによって3種類のショットが切り替わり、それに伴ってボムも替わるようになっている。ボムを使用すると、敵弾を消し去り、敵にダメージを与える。なお、ボム使用中でも自機は無敵にはならない。
アテナのSTG『大王』の制作スタッフと一部共通のメンバーが参加しており、演出面、システム面でもかなりの影響が見られる。ただしSE、BGM、グラフィックは別物といっても過言ではない。
因みに『大王』は1993年、『紫炎龍』は1997年に登場している。『大王』へのリスペクトなのか、『紫炎龍』のマップグラフィックにはダイオードの電子回路記号が描かれているステージがある。
自機がパワーアップしたり、敵や弾を避け続ける事で、プレイ中に自動的に難易度が上がり、逆にミスが多いと難易度が下がるシステムが採用されている。各ステージの中間地点では中ボスが登場する。難易度によって敵の撃つ弾の数も変わる。
このゲームにはランクシステムを搭載しており、装備アイテムのほかに残機とボムが多く持つとランクが上がるようになっている。これは『パロディウスだ! 〜神話からお笑いへ〜』の影響も見られる。
1周クリアで2周目が開始され、2周クリアすると残機1機につき100万点ボーナスが最終的に加算される。
ショットは以下の3種類。
バルカン
ゲームスタート時の初期装備。標準的な威力で、パワーアップする事によって自機前方に扇状にショットを放つ。ボムは、発動時に画面上の敵弾を消し去り、自機前方に収束していく扇状のレーザーを発射。
レーザー
敵を追尾する雷状のレーザーを発射する。連射不要のため楽だが、威力が低く、後半の敵は耐性を持つため不利になる。ボムは、画面下部から自機の座標に合わせてレーザーが飛んでくる。
ミサイル
自機正面にミサイルを発射する。パワーアップによってホーミングミサイルも発射するようになる。威力が高い反面、連射力は劣る。ボムは、発動時の自機の座標に爆風を発生させる。

### アイテム
特定の敵を破壊すると出現する。
パワーアップ
ショットがパワーアップする。最強状態でさらに取得すると3個までストックされ、復活時に使用される。
スピードアップ
自機のスピードアップ。全3段階。
フルパワーアップ
自機がフルパワーアップし、敵の攻撃を1回防げるシールドも装備される。
ボム
ボムが1個追加される。
チェンジバルカン
ショットがバルカンに切り替わる。
チェンジレーザー
ショットがレーザーに切り替わる。
チェンジミサイル
ショットがミサイルに切り替わる。
ボーナスアイテム
発光ダイオードの形をしたアイテム。地上の敵を倒すか、空中の敵が地面に激突すると一定の確率で出現する。赤が500点。青は5,000点。

## 制作スタッフ
- エグゼクティブプロデューサー - 高崎敬之
- ディレクター、プログラム - 田端勤
- ゲームデザイン、グラフィックデザイン - 織田望
- グラフィックデザイン - SHIGE-P、TAMA（MAGITEC（有限会社マジテック））
- 音楽、SE - bAsHEE、YUKI
- プランニング - さとうひろあき
- 広告 - SHO（佐々木彰太郎）
- リードテスター - 大渕武士

## 移植
- 『撃王〜紫炎龍〜』（PlayStation）
「ノロイリュウ」など6種のおまけゲームが付属。2003年2月20日にはハムスターよりMajor Wave シリーズで再発売、さらに2008年4月30日よりゲームアーカイブスで配信されている。レイティングはCERO：A（全年齢対象）。おまけモードについては下記参照。
  - 「JIENRYU」 - PocketStation風にしたモード。ポーズボタンでコントラスト変更とバッテリー残量を確認でき、プレイしていくとバッテリーが減って画面が見にくくなりゲーム終了となる。因みに裏技でバッテリーを回復することができる。
  - 「ノロイリュウ」 - 自機や敵弾の速度が非常に遅く、弾幕シューティング張りに敵弾が密集するようになる。また、効果音がおどろおどろしいホラー風になる。
  - 「小円龍」 - 効果音を「落語」のような感じに変更したもので、本編と同じ。
  - 「せこいりゅう」  - 自機およびボムが1つのみでコンテニュー不可。敵弾もそこそこ撃ち出され、スコアも1点単位で増える・ボーナスが無い、2面までという、タイトル通りせこさをふんだんに表したモード。因みにBGMの音数も減っている。
  - 「ずるい龍」 - 「無調整無添加」というキャッチフレーズのもと、「敵弾が尋常でないほど高速」になる。因みにアンケートはがきで当モードにまつわるものがいくつかある。
  - 「Furui Ryu」 - セピア映画風にしたもので、基本的に本編と同じ。
- 『SIMPLE2000シリーズVol.37 THE シューティング 〜ダブル紫炎龍〜』（PlayStation 2）
2003年10月23日に発売（発売元はディースリー・パブリッシャー）。新作である『紫炎龍エクスプロージョン』とセットになっている。2005年8月4日には『SIMPLE2000シリーズ 2in1 Vol.5 THE シューティング〜ダブル紫炎龍〜 & THE ヘリコプター』（2003年9月25日に発売された『SIMPLE2000シリーズVol.35 THE ヘリコプター』とセットになったもの）として再発売された。